# Ziegelhütten (Etzelwang)
Ziegelhütten ist ein im östlichen Bereich der Hersbrucker Alb gelegenes bayerisches Dorf in der Gemeinde Etzelwang im Landkreis Amberg-Sulzbach, Oberpfalz.

## Geografie

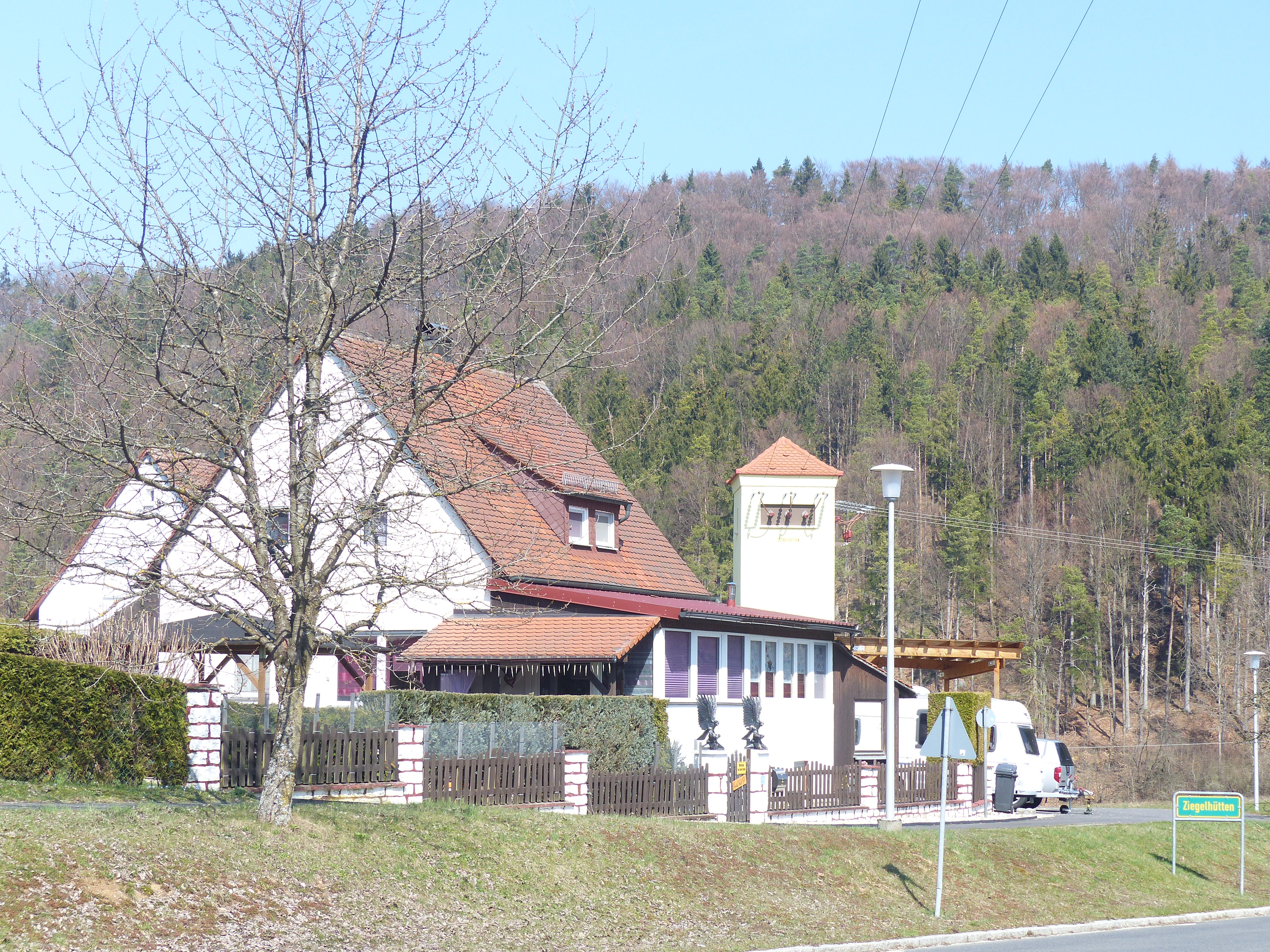
Nördlich der Bahnlinie gelegene Siedlung

Die Ortschaft ist einer von 14 Ortsteilen der im westlichen Teil der Oberpfalz gelegenen Gemeinde Etzelwang. Sie befindet sich etwa eineinhalb Kilometer ostsüdöstlich des Ortszentrums von Etzelwang und liegt auf einer Höhe von 444 m ü. NHN. Der historische Kern des Dorfes befindet sich etwa 300 Meter südlich der Bahnstrecke Nürnberg–Schwandorf, wohingegen ein in der ersten Hälfte des 20. Jahrhunderts entstandener Siedlungsteil von Ziegelhütten (mit den Hausnummern 10 bis 21) unmittelbar nördlich der Bahntrasse liegt.

## Geschichte
Durch die zu Beginn des 19. Jahrhunderts im Königreich Bayern durchgeführten Verwaltungsreformen wurde Ziegelhütten mit dem zweiten Gemeindeedikt 1818 zum Bestandteil der eigenständigen Landgemeinde Etzelwang, zu der auch noch die Ortschaften Bürtel, Gerhardsberg, Hauseck, Lehendorf, Lehenhammer, Neutras, Penzenhof und Schmidtstadt gehörten. Nur wenig später wurde allerdings 1820/21 die Gemeinde Etzelwang wieder aufgelöst und Ziegelhütten zum Bestandteil der neu gebildeten Landgemeinde Neidstein, zu der neben der Einöde Neidstein auch noch die Dörfer Albersdorf, Etzelwang und Tabernackel gehörten. Der Sitz dieser Kommune befand sich allerdings nicht in der namensgebenden Ortschaft selbst, sondern in Etzelwang. Nachdem die Gemeinde Neidstein im Zuge der in den 1970er Jahren durchgeführten kommunalen Gebietsreform in Bayern 1978 um den größten Teil der Gemeinde Schmidtstadt erweitert worden war, wurde sie 1983 entsprechend dem größten Ortsteil in Gemeinde Etzelwang umbenannt. Im Jahr 2017 zählte Ziegelhütten 67 Einwohner.

## Verkehr
Die Anbindung an das öffentliche Straßennetz wird durch eine Gemeindeverbindungsstraße hergestellt, die etwa einen halben Kilometer nordöstlich von Ziegelhütten von der Kreisstraße AS 39 abzweigt und nach Unterquerung der Bahnlinie am südlichen Ortsrand von Ziegelhütten endet.